# خيتايان
خيتايان هي بلدة في مقاطعة ده نو في ولاية صرخنداريا في أوزبكستان.